# Polemonium mellitum
Polemonium mellitum là một loài thực vật có hoa trong họ Polemoniaceae. Loài này được (A. Gray) A. Nelson miêu tả khoa học đầu tiên năm 1899.